# Longdon-on-Tern

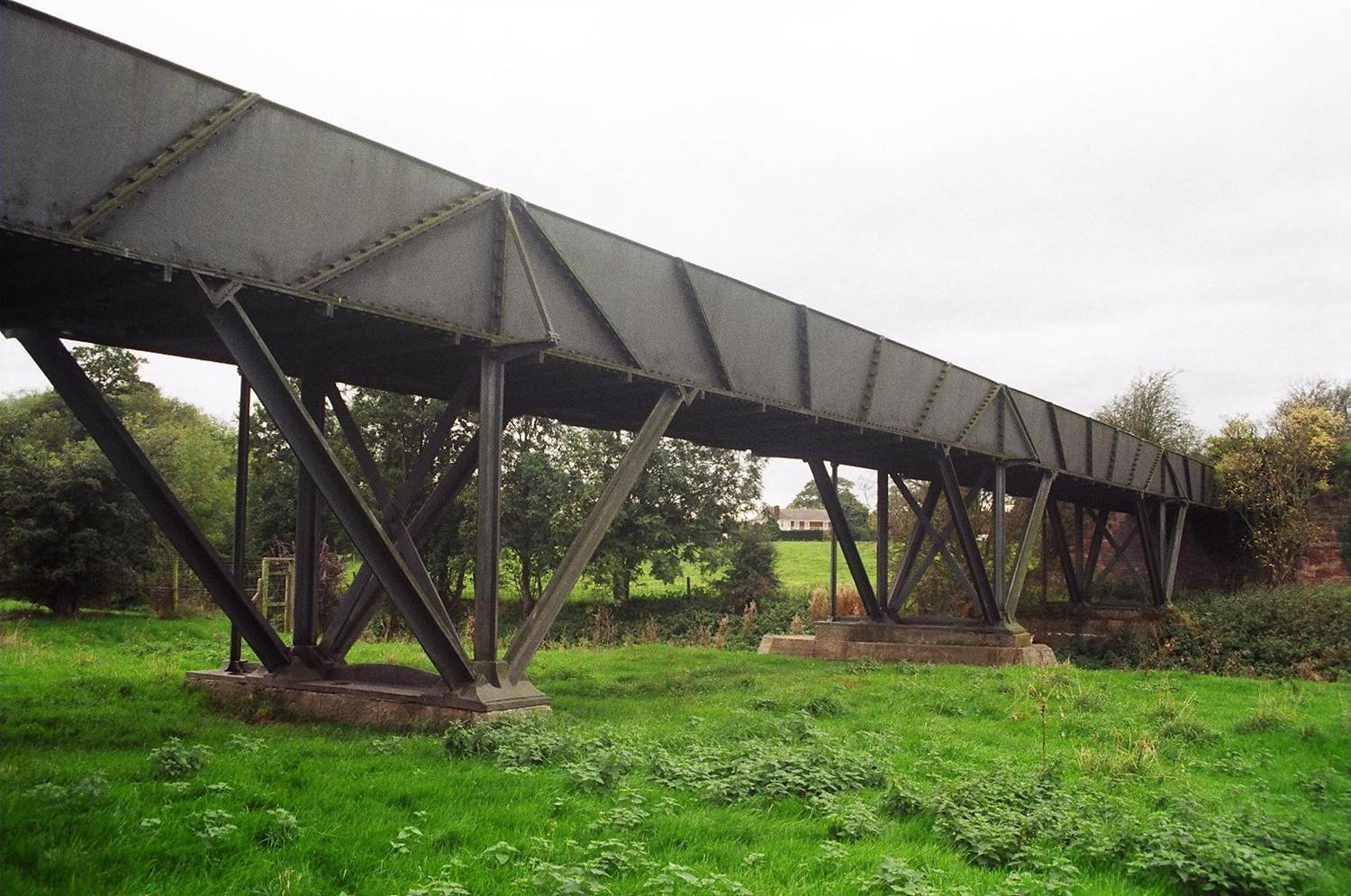
L'aqüeducte de Longdon-on-Tern

Longdon-on-Tern (també conegut com a Longdon-upon-Tern o col·loquialment Longdon) és un poble anglès situat al centre-est de Shropshire. Està situat al districte de Telford and Wrekin, i es troba aproximadament 11 km a l'est de Shrewsbury i 11 km al nord-oest de Telford.
El seu nom el deu a la posició en què es troba respecte al riu Tern, que desemboca al riu Severn dins d'aquesta mateixa localitat.

## Aqüeducte
El poble és conegut perquè s'hi troba el primer gran aqüeducte de ferro colat navegable del món (52° 44′ 13″ N, 2° 34′ 04″ O / 52.7370°N,2.5679°O), dissenyat per Thomas Telford i construït l'any 1796 per a comunicar el Canal de Shrewsbury, però abandonat l'any 1944. Els 57 metres de llarg d'estructura segueixen en peu avui en dia.